# Kirchtagkrapfen
I Kirchtagskrapfen o anche noti come Festtagskrapfen o ancora come Krapfenbetteln sono un dessert tipicamente tirolese che si prepara e mangia nei giorni del Kirchtagsmichl o anche nel periodo dell'altrettanto noto Törggelen.
Non assomigliano ai Krapfen che si è soliti trovare nelle comuni pasticcerie.

## Descrizione
Questi dolci sono di forma quadrata, per lo più oblunghi, e sono costituiti da due strati sottili di pasta lunghi circa 10 centimetri.
Nel mezzo vi è un ripieno, solitamente una marmellata di papavero o di albicocche, ma a volte sono anche utilizzate marmellate di castagno o di mirtillo, e quindi fritti. A seconda del gusto, sono cosparsi di zucchero a velo.